# Kutterling
Kutterling ist ein Gemeindeteil der Gemeinde Bad Feilnbach im oberbayerischen Landkreis Rosenheim mit 60 Einwohnern.

## Beschreibung
Das als Ensemble unter Denkmalschutz stehende Bauerndorf liegt am Hang, südlich über der Aiblinger Hochmoorfläche ähnlich zwischen Obstgärten wie das benachbarte Altofing. Die Dorfsiedlung ist mittelalterlichen Ursprungs, die neun alten Anwesen, locker in Ost-West-Richtung geordnet, sind Einfirstanlagen alpenländischer Art; die unteren Höfe liegen hintereinander gestaffelt. Es handelt sich um Höfe des 18. Jahrhunderts mit hölzernen Obergeschossen und solche des 19. Jahrhunderts mit verputzten Wohnteilen und Balkons. Die oberen kleineren Höfe und ein Wohnhaus-Neubau stehen zu beiden Seiten des Baches. Zu den einzelnen Anwesen gehören Zuhäuser und Stadl.
Das Dorf wurde berühmt, als sich die Maler Wilhelm Leibl und Johann Sperl 1892 im Kolberhof in Kutterling niederließen (Nr. 22) und sich vom
malerischen Charakter des Ortes und der Gegend und von den Einheimischen inspirieren ließen. Im Schneidergütl (Nr. 26) befand sich einige Zeit Sperls Atelier.